# Kaaba

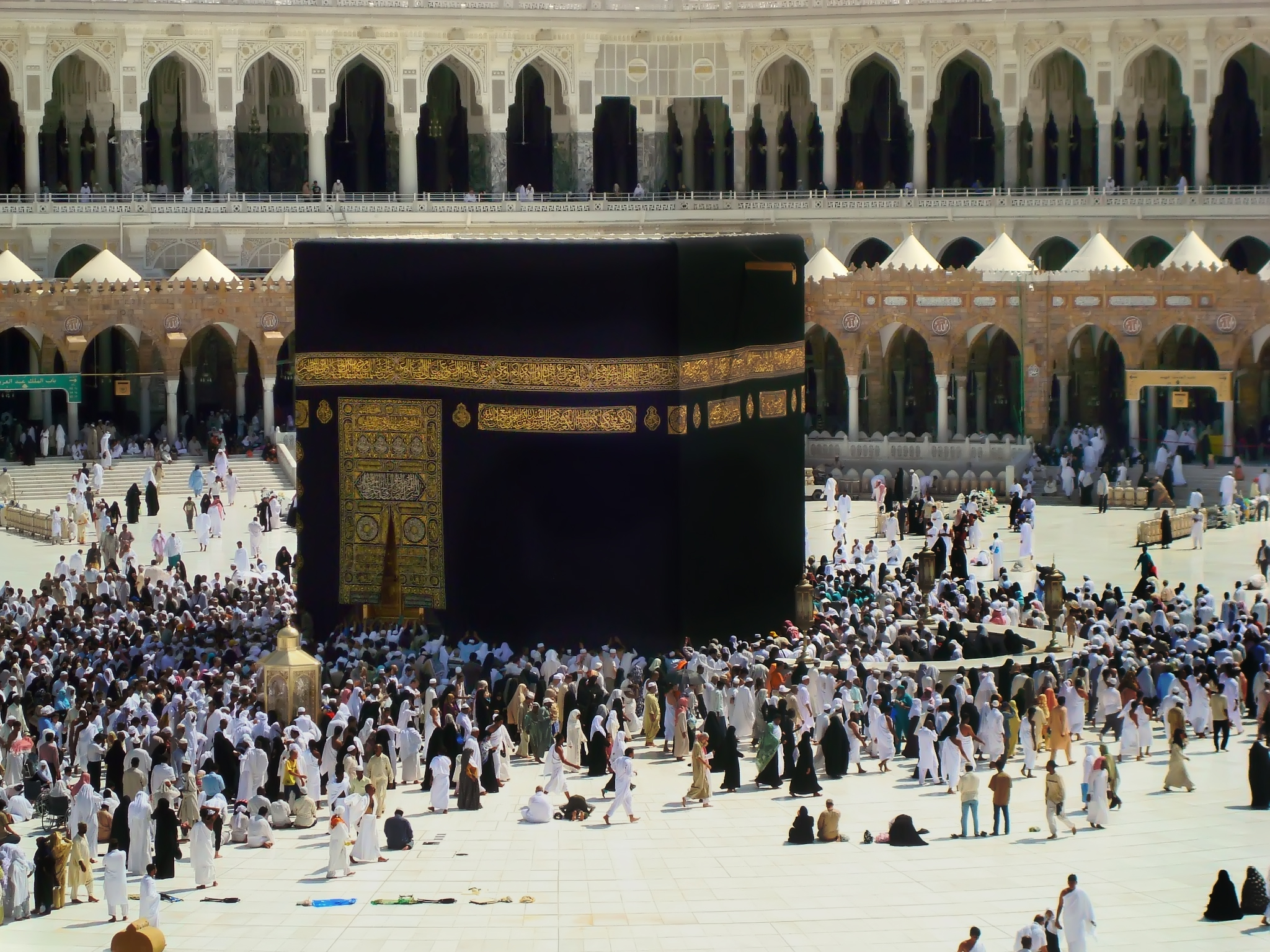
Die Kaaba in Mekka 2008

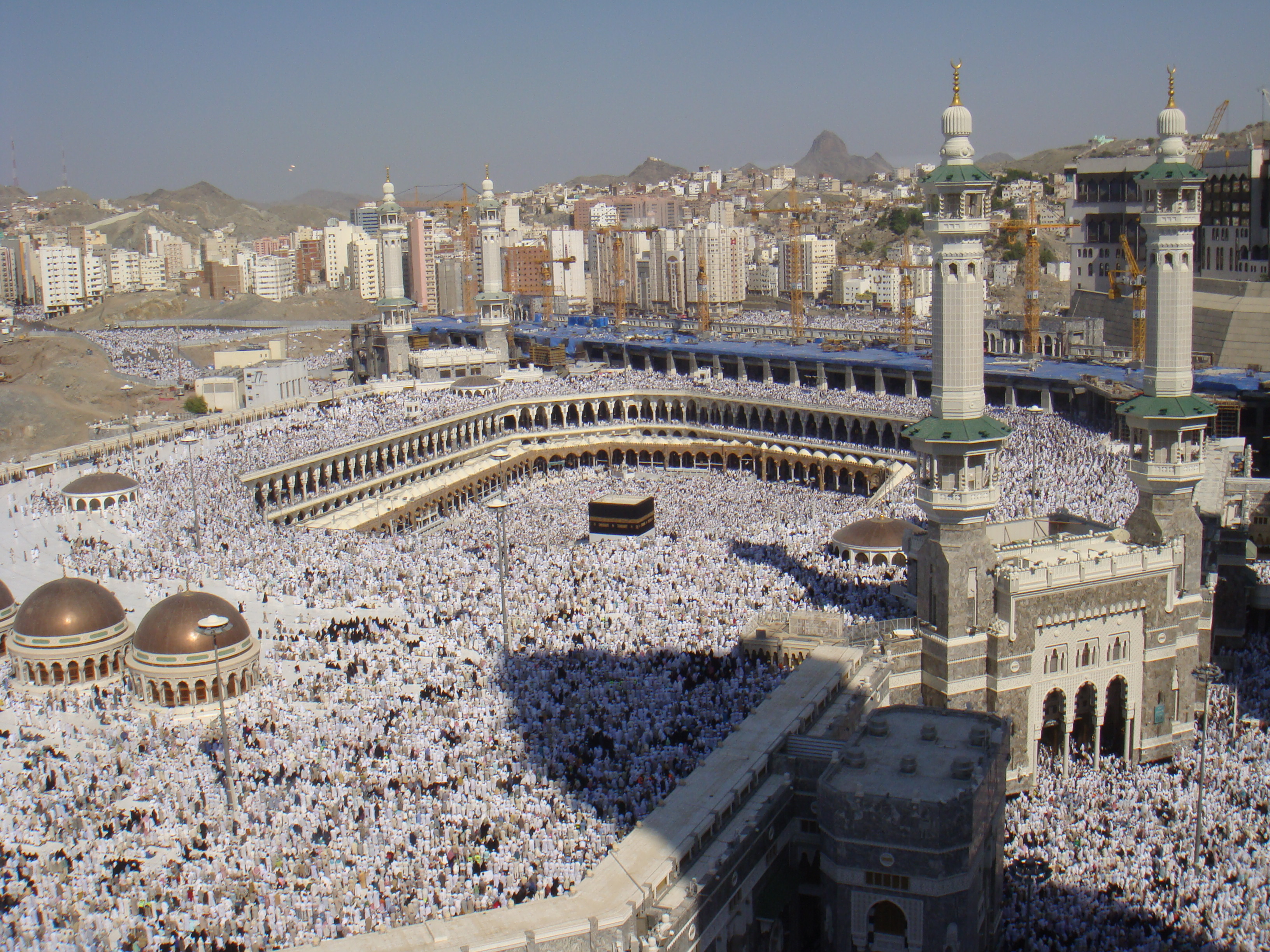
Kaaba im Gebäudeensemble während des Haddsch 2008

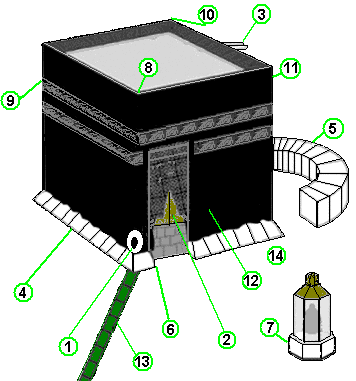
Schematische Darstellung: Schwarzer Stein (1), Eingangstür (2), Regenrinne (3), Sockelvorsprung (4), Marmormauer (Hatīm) (5), Multazam (6), Abrahamstätte (Maqām Ibrāhīm) (7), Schwarze Ecke (8), Jemenitische Ecke (9), Syrische Ecke (10), Irakische Ecke (11).

Die Kaaba (auch Kaʿba, arabisch الكعبة, DMG al-Kaʿba ‚der Kubus; der Würfel‘) ist ein quaderförmiges Gebäude im Innenhof der Al-Harām-Moschee in Mekka und bildet als „Haus Gottes“ (arabisch بيت الله bayt Allāh) das zentrale Heiligtum des Islams.

## Beschreibung des Gebäudes

### Überblick

Technische Zeichnung der Kaaba mit dem Hatīm

Die Kaaba ist 13,10 m hoch und hat eine Grundfläche von 11,03 m × 12,62 m. Sie steht auf einem 25 cm hohen Marmorsockel, der um 30 cm hervorspringt.
Im Osten befindet sich die schwarze Ecke (ar-rukn al-aswad), benannt nach dem Schwarzen Stein, der hier auf ca. 1,5 m Höhe angebracht ist. Von hier aus beginnt das Umrunden als einer der obligatorischen Riten der Wallfahrt.
Im Norden der Kaaba liegt die irakische Ecke (ar-rukn al-ʿirāqī), im Westen liegt die levantinische Ecke (ar-rukn aš-šāmī), im Süden die jemenitische (südliche) Ecke (ar-rukn al-yamānī).
An der Nord-Ost-Wand befindet sich zur Schwarzen Ecke hin auf 2 m Höhe der Eingang zum Inneren der Kaaba. Er wird durch eine Holztreppe auf Rädern erreicht, die gewöhnlich zwischen dem bogenförmigen Banū-Schaiba-Tor und dem Zamzam-Brunnen gelagert wird.
Das Innere der Kaaba ist verschlossen. Nur zweimal im Jahr wird das Gebäude für ein Reinigungsritual geöffnet. Im Inneren der Kaaba befinden sich drei Säulen, welche die Decke stützen, und ein kleiner Raum, der als „Buße-Raum“ bezeichnet wird. Die Innenwände sind bis zur halben Höhe mit Marmor verkleidet, der mit Duftöl parfümiert wird. Tafeln mit Koraninschriften sind im Marmor eingelassen. Der obere Teil der Wände ist mit einem grünen Tuch bedeckt, das wiederum mit Koranversen in Goldstickereien verziert ist.

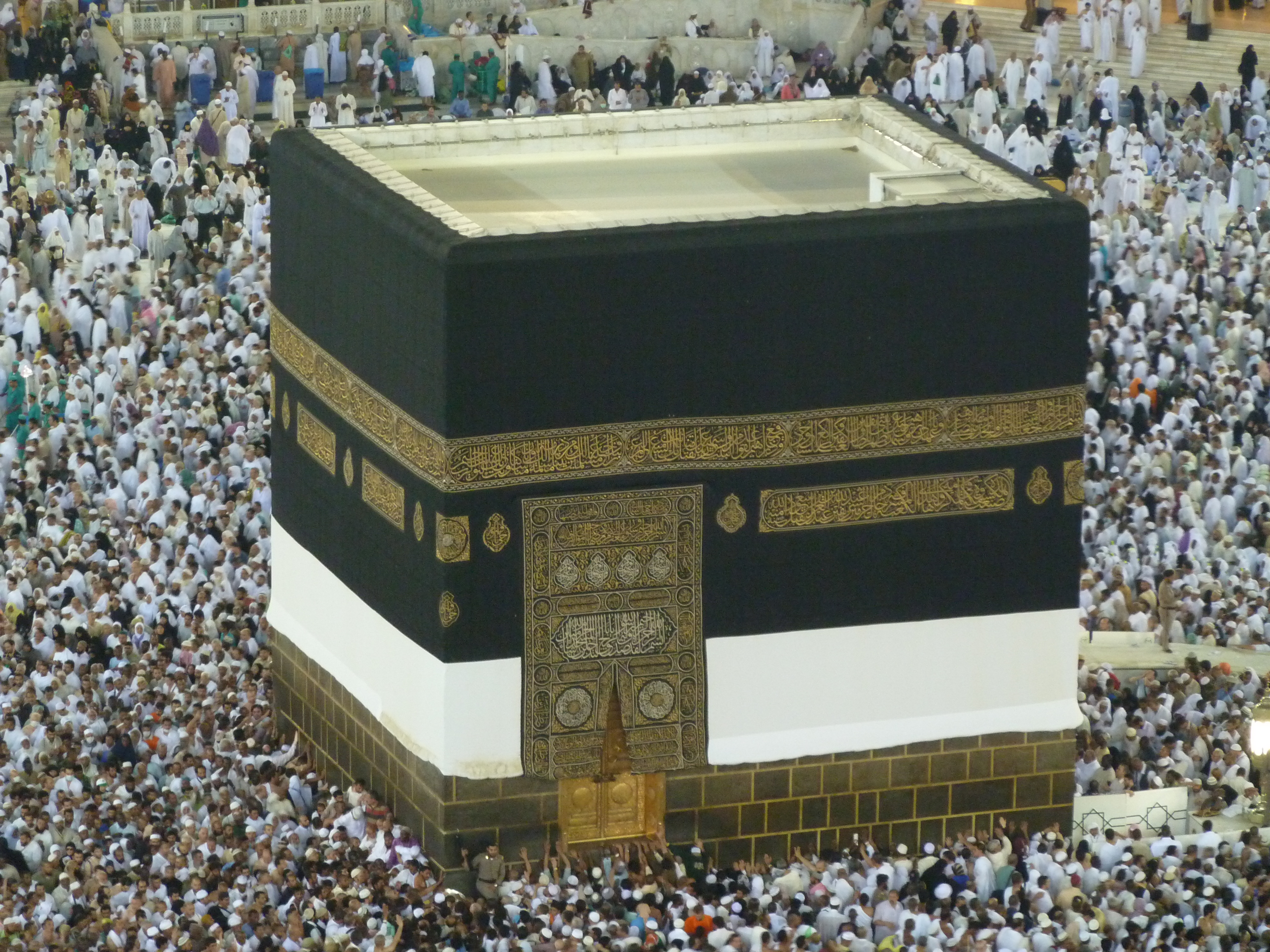
Kaaba mit Umhang 2010

Die Außenwände der Kaaba werden von einem schwarzen Brokatvorhang bedeckt, der Kiswa genannt wird, und der in ⅔ Höhe mit goldbestickter Kalligraphie koranischer Verse verziert ist. Der Brokatvorhang wird jährlich erneuert.
Außerhalb der Kaaba, gegenüber der Nord-Ost-Wand, liegt die Abrahamstätte (Maqām Ibrāhīm). Es handelt sich dabei um einen Felsen, den Abraham bestiegen haben soll, um Teile des Gebäudes zu vervollständigen. Dieser Felsen wird heute von einem goldfarbenen sechsseitigen Gitterschrein umfasst.
Gegenüber der Nordwestwand befindet sich eine halbkreisförmige weiße Marmormauer, die Hatīm genannt wird. Sie ist 90 cm hoch und 1,50 m breit. Der Raum zwischen Hatīm und Kaaba, der als Hidschr bezeichnet wird, gilt als Teil der Kaaba und wird während des Tawāf, der rituellen Umrundung, nicht betreten. Hier sollen die Gräber Ismails und seiner Mutter Hagar liegen. In den Hidschr ergießt sich die Regenrinne, mīzāb, der Kaaba.

### Mit der Kaaba verbundene Riten
Die große Bedeutung der Kaaba liegt darin, dass sie sowohl das Ziel der großen Wallfahrt (Haddsch) ist, die jeder Muslim einmal in seinem Leben unternehmen soll, sofern er dazu in der Lage ist, als auch der kleinen Wallfahrt (Umra). Im Rahmen ihres Wallfahrtsaufenthaltes in Mekka umrunden die Pilger siebenmal gegen den Uhrzeigersinn die Kaaba und preisen dabei Allah; diese Umrundung wird Tawāf (طواف) genannt.
Daneben steht die Kaaba im Zentrum des islamischen Gebetsritus, denn bei jedem Gebet müssen sich die Muslime nach der Kaaba ausrichten. Die Richtung zur Kaaba, die Qibla, ist in Moscheen üblicherweise durch den Mihrāb hervorgehoben. Allerdings reicht es für die meisten Muslime, sich beim Gebet nur ungefähr nach der Kaaba auszurichten. Ein Hadith, der von ʿAbdallāh ibn ʿAbbās überliefert wird, besagt, dass „das Haus“, also die Kaaba, die Qibla für die Leute ist, die sich in der Heiligen Moschee aufhalten, die Heilige Moschee die Qibla für die Leute ist, die sich im Haram von Mekka aufhalten, und der Haram von Mekka die Qibla für die übrigen Erdenbewohner im Osten und Westen aus der islamischen Umma ist.
Auch das einfache Betrachten der Kaaba (an-naẓr ilā l-Kaʿba) gilt als gottesdienstliche Übung (ʿibāda).

### Jährliche Reinigungszeremonie
Das Innere der Kaaba ist verschlossen und für die Öffentlichkeit nicht zugänglich. Das Gebäude wird zweimal jährlich für eine Zeremonie geöffnet, die als Reinigung der Kaaba bekannt ist. Diese Zeremonie erfolgt 15 Tage vor dem Beginn des Ramadans und vor dem Beginn der jährlichen Pilgerreise. Die Schlüssel der Kaaba bewahren Angehörige der Banū Schaiba / بنو شيبة auf. Stammesangehörige begrüßen Besucher während der Reinigungszeremonie. Eine kleine Anzahl an Würdenträgern und Diplomaten wird eingeladen, an der Zeremonie teilzunehmen. Hierbei wird der Raum mit Besen gereinigt und mit einer Mischung aus Zamzam- und Rosenwasser gewaschen.

## Geschichte

### Vorislamische Zeit

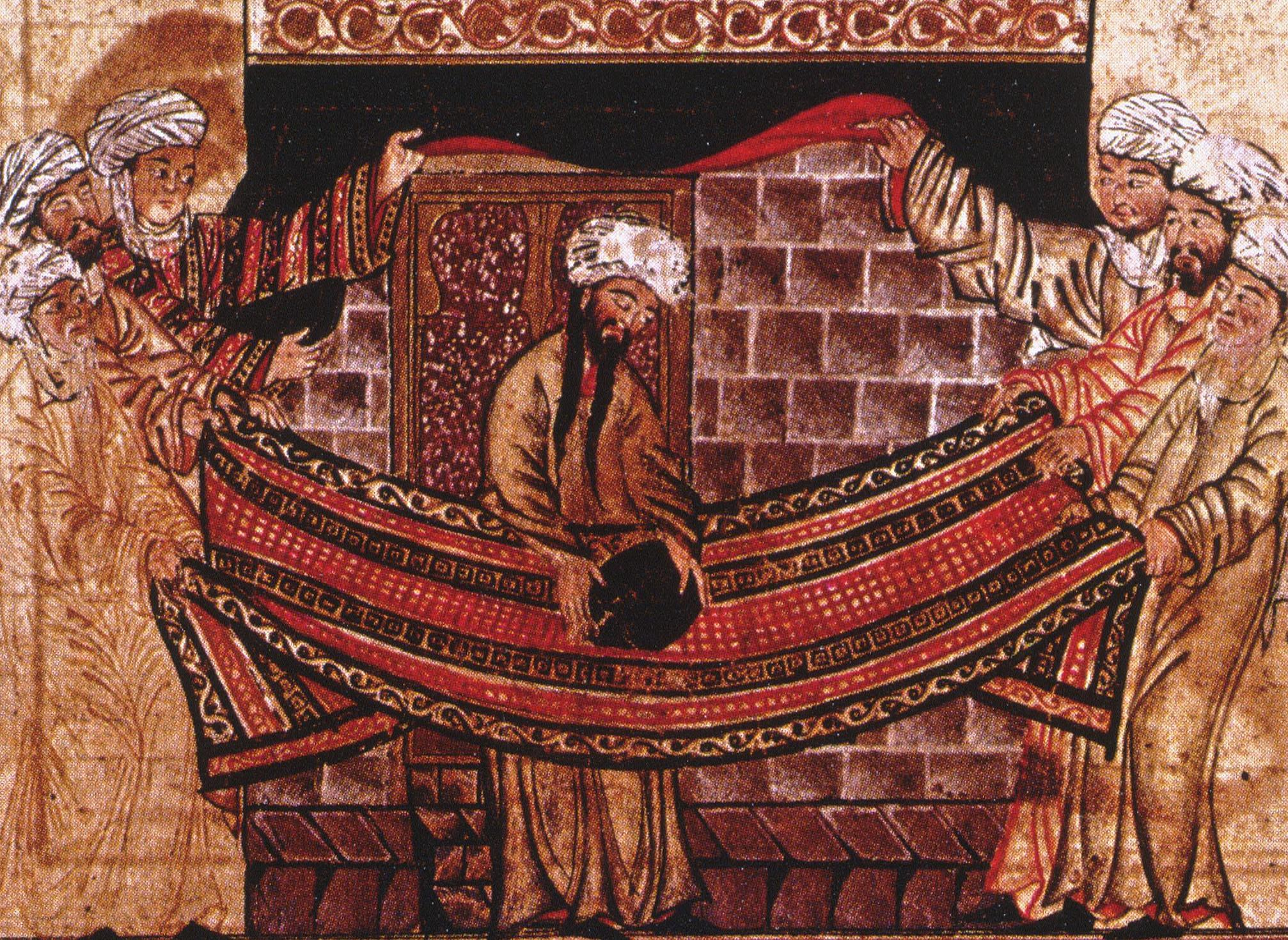
Mohammed beim Anbringen des Schwarzen Steines, aus einer Buchillustration des Dschami at-tawarich (1315)

In vorislamischer Zeit wurde die Kaaba von arabischen Stämmen als Heiligtum des Gottes Hubal verehrt. Zum vorislamischen Kaaba-Kult gehörte, neben der Verehrung von Allah, die Verehrung der Göttinnen al-Lāt, Manat und Uzza. Schon in vorislamischer Zeit gab es ein spezielles Priesteramt, das mit der Kaaba verbunden war und hidschāba genannt wurde. Die Inhaber dieses Amtes verwahrten die Schlüssel der Kaaba. Erster Inhaber dieses Amtes soll Qusaiy ibn Kilāb, der eigentliche Gründer des Stammes der Quraisch, gewesen sein. Nach seinem Tod wurde dieses Amt an die Nachkommen seines ältesten Sohnes ʿAbd ad-Dār vererbt.
Die Kaaba war nicht der einzige quaderförmige Schrein in vorislamischer Zeit auf der arabischen Halbinsel; vielmehr existierten mehrere Gebäude dieser Art, unter anderem in Buss, Nadschran, und Sanaa (Ṣanʿāʾ), die im selben Maßstab wie die mekkanische Kaaba erbaut wurden. Dies sei, so berichten islamische Quellen, wohl einer direkten Rivalität geschuldet, viele dieser Quellen sprechen davon, dass es der südarabische Herrscher Abraha war, der beabsichtigte, seine Kirche in Ṣanʿāʾ in direkter Konkurrenz zur Kaaba in Mekka aufzubauen, was schließlich zu einem Angriff auf die Stadt führte.

### Früher Islam
Im frühen 7. Jahrhundert wurde die Kaaba durch einen Brand zerstört. Der junge Mohammed soll am Wiederaufbau beteiligt gewesen sein: Als die verschiedenen Clans der Quraisch darüber stritten, wer den Schwarzen Stein anbringen dürfe, schlichtete er den Streit mit dem Vorschlag, dass der Schwarze Stein auf ein Tuch gelegt werden solle, das von Angehörigen aller Clans gehalten wurde. Er selbst brachte dann den Schwarzen Stein an.

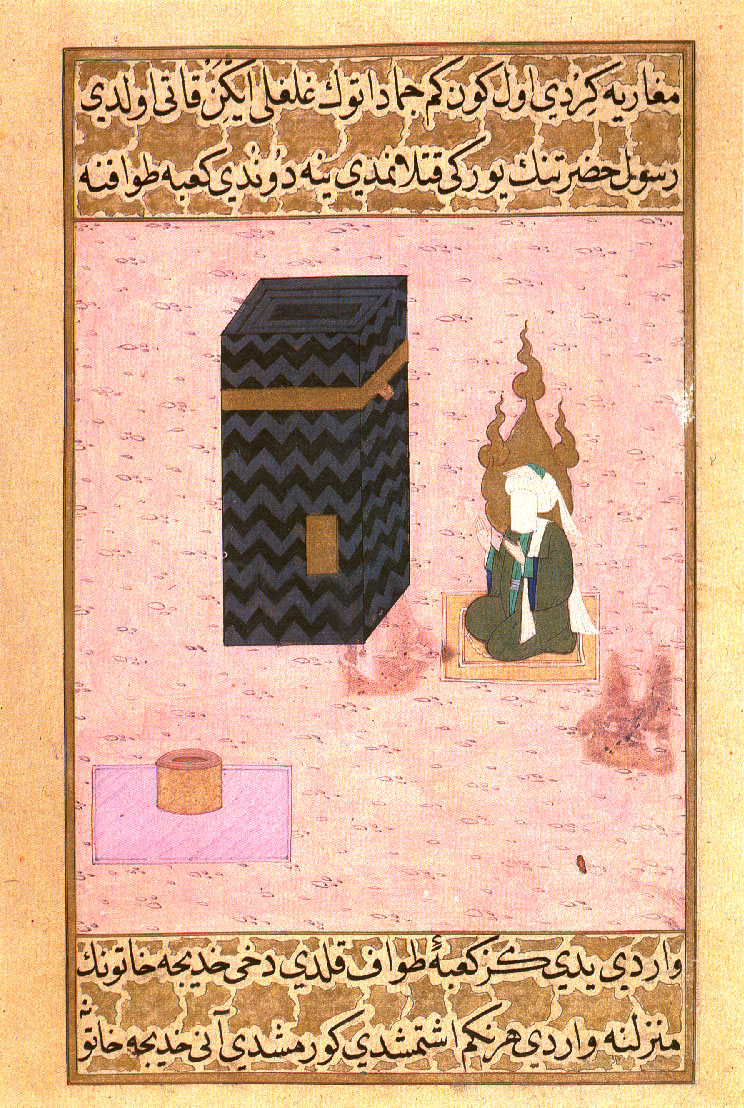
Mohammed beim Gebet vor der Kaaba (türkische Buchmalerei aus dem Siyer-i Nebi, 16. Jahrhundert)

Nach der Einnahme Mekkas im Januar 630 bestätigte Mohammed die Nachkommen ʿAbd ad-Dārs aus der Familie der Abū Talha in ihrem Amt als Pförtner der Kaaba. Er ließ sich von ʿUthmān ibn Talha, einem Angehörigen der Abū-Talha-Familie, der zu dieser Zeit das Pförtneramt versah, den Schlüssel der Kaaba bringen, betrat die Kaaba und gab ihm anschließend den Schlüssel zurück. Hierbei soll er folgende Worte gesprochen haben: „Nehmt ihn, ihr Söhne Abū Talhas, als anvertrautes Gut Gottes. Geht damit bis in alle Ewigkeit in geziemender Weise um. Nur ein Gewalttäter wird ihn euren Händen entreißen.“ Seit 632 ist die Kaaba ein rein islamisches Heiligtum.

### Der Kaaba-Umbau des ʿAbdallāh ibn az-Zubair
Schwer in Mitleidenschaft gezogen wurde die Kaaba 683 bei den Auseinandersetzungen zwischen dem umayyadischen Kalifen Yazid I. und ʿAbdallāh ibn az-Zubair. Der Heerführer Husain ibn Numair, der im Auftrag Yazīds die Stadt belagerte, ließ sie von den umgebenden Bergen aus mit Wurfmaschinen beschießen. Dabei gerieten am 31. Oktober 683 die Umhänge der Kaaba in Brand, die Flammen griffen auf das Holzwerk über, und das Gebäude brach zusammen. Abdallāh ibn az-Zubair ließ die Kaaba daraufhin vollständig abreißen, um sie neu errichten zu können. Dieser Entschluss wurde von vielen Prophetengefährten, unter anderem ʿAbdallāh ibn ʿAbbās, kritisiert. Da ʿAbdallāh ibn az-Zubair an seinem Entschluss festhielt, zog ein großer Teil der Einwohner der Stadt nach Minā, weil sie fürchteten, dass der Abbruch des Gebäudes Gottes Strafe über sie bringen könnte. Weil sich niemand fand, der den Anfang zu machen wagte, musste ʿAbdallāh ibn az-Zubair selbst auf die Mauer steigen und die Steine herunterwerfen. Erst als erkennbar war, dass ihm nichts passierte, kehrten die Mekkaner in ihre Stadt zurück. Der Abbruch des Gebäudes war am 8. Februar 684 abgeschlossen. Damit die Gläubigen weiterhin ungestört ihren Tawāf vollziehen und ihr Gebet verrichten konnten, wurde der Platz der Kaaba mit Tüchern verhängt.
Beim Neubau verfolgte Abdallāh ibn az-Zubair die Absicht, die Kaaba „in ihren früheren Zustand“ zurückzuversetzen, der vor dem Umbau der Quraisch Anfang des 7. Jahrhunderts bestanden hatte. Hierbei berief er sich auf eine Aussage seiner Tante Aischa bint Abi Bakr, wonach der Prophet selbst nach der Einnahme von Mekka gewillt gewesen war, die von den Quraisch vorgenommenen Änderungen rückgängig zu machen, dies jedoch mit Rücksicht darauf, dass sie gerade erst zum Islam übergetreten waren, nicht umgesetzt hatte. Nach dem von Aischa überlieferten Prophetenwort, auf das sich ʿAbdallāh ibn az-Zubair berief, hatten die Quraisch bei ihrer Wiedererrichtung der Kaaba aus Geldmangel die ursprünglich bis zum Dach reichende Hatīm-Mauer nicht mehr aufgerichtet, dafür aber die ursprünglich auf der Rückseite befindliche zweite Tür der Kaaba verschlossen und den Boden der Kaaba angehoben, so dass sie nur noch über eine Treppe erreicht werden konnte. Der Prophet hatte dies damit erklärt, dass die Quraisch auf diese Weise ihre Übermacht zeigen wollten, da sie nun jeden nach ihrem Willen in die Kaaba eintreten lassen oder die Treppe hinunterwerfen konnten. Mit Verweis auf diesen Hadith ließ nun ʿAbdallāh ibn az-Zubair bei seinem Kaaba-Neubau auf der östlichen Seite des Gebäudes eine zweite Tür öffnen, den Boden der Kaaba auf Erdbodenniveau absenken und die Hatīm-Mauer zu einer Apsis aufstocken. Im März 685 wurde das Gebäude in dieser neuen Gestalt neu eingeweiht.
Nachdem 692 al-Haddschādsch ibn Yūsuf im Auftrag von ʿAbd al-Malik ibn Marwān Mekka eingenommen hatte, ließ er die von ʿAbdallāh ibn az-Zubair vorgenommenen baulichen Veränderungen an der Kaaba rückgängig machen. ʿAbd al-Malik soll aber später die neuerliche Veränderung des Baus durch al-Haddschādsch bedauert haben, als ihm al-Hārith ibn ʿAbdallāh, ein früherer Statthalter von ʿAbdallāh ibn az-Zubair in Basra, die Authentizität der Aussage Aischas, auf die sich ʿAbdallāh ibn az-Zubair berufen hatte, bestätigte.

### Spätere Geschichte

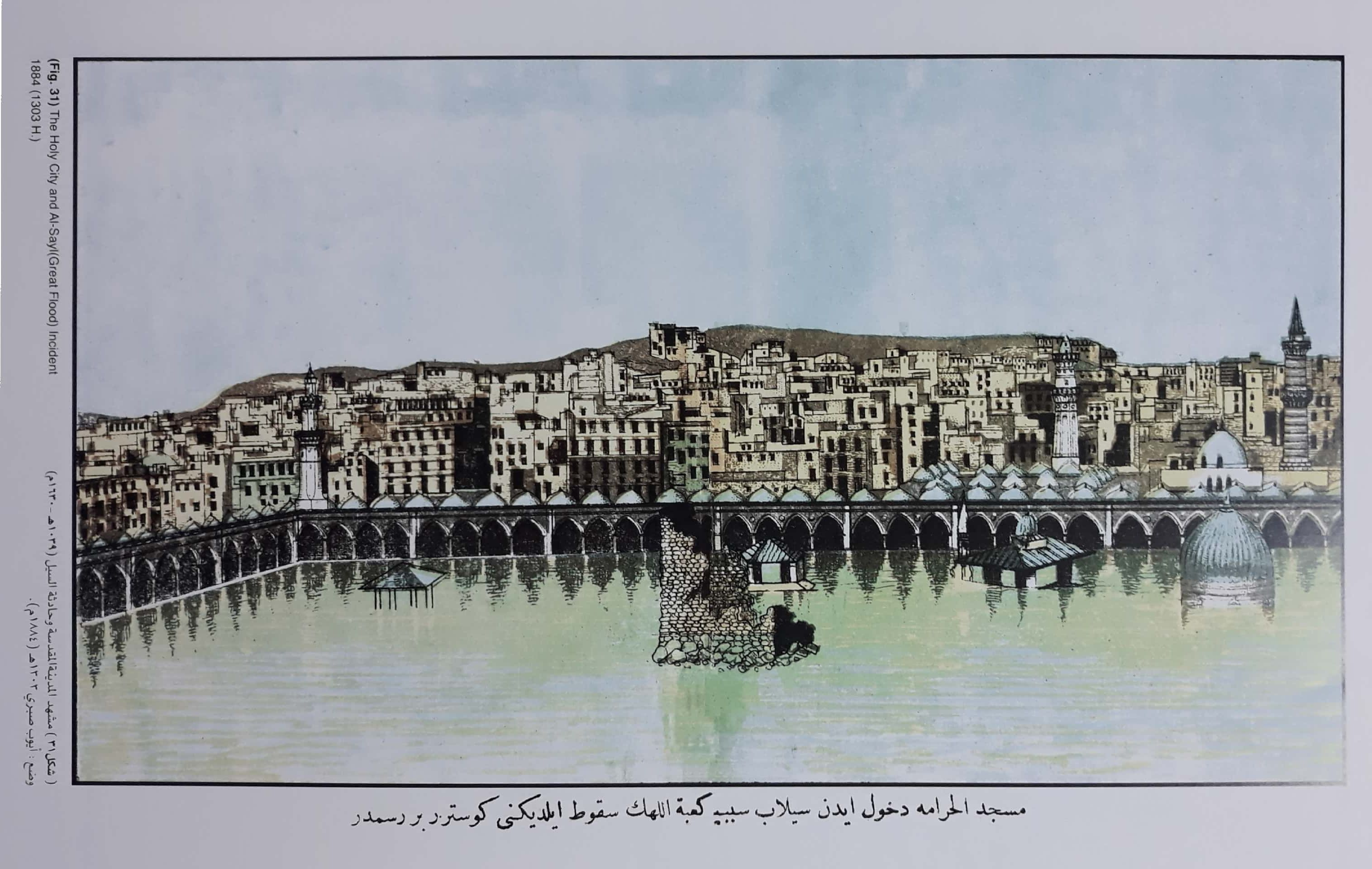
Darstellung der Überschwemmung von 1630, bei der die Kaaba schwer beschädigt wurde, in Eyüb Sabri Paşas Mirʾātü l-ḥaremeyn von 1884

Spätere umayyadische Herrscher profilierten sich durch großzügige Schenkungen an die Kaaba. So ließ zum Beispiel al-Walid I. die Regenrinne der Kaaba erstmals vergolden.
Im Jahre 931 wurde der „Schwarze Stein“ von den ismailitischen Qarmaten nach Bahrain verschleppt; erst 951 kehrte er (auf Vermittlung der ebenfalls ismailitischen Fatimiden) nach Mekka zurück.
Nachdem 1630 die Kaaba bei einer Überschwemmung so schwer beschädigt worden war, dass sie zusammenzustürzen drohte, veranlasste der osmanische Sultan Murad IV. noch im selben Jahr einen Neubau. Der heutige Bau stammt aus dieser Zeit.
1978 wurde die „Neue Tür des Alten Hauses“, während der Regierungszeit von König Chalid ibn Abd al-Aziz, von dem syrischen Ingenieur Munir El Jundi entworfen. Am 13. Oktober 1979 erfolgte die Einweihung der Kaaba-Tür.
Bei der Explosion einer Bombe während der Besetzung der Großen Moschee 1979 wurde der Boden der Kaaba zerstört.
Unter den Trümmern fand man verschiedene Idole vorislamischer Altarabischer Gottheiten, die jedoch durch saudische Behörden umgehend entfernt wurden. Über den Verbleib der Idole ist nichts bekannt.

## Innenausbau
1984 entwarf Munir El Jundi zwischen zwei vorhandenen Säulen eine Truhe für den Innenraum der Kaaba. Diese wurde in Casablanca geschnitzt, in Stuttgart fertiggestellt und am 17. Oktober 1984 in die Kaaba gebracht. 1994 erfolgte ein Innenausbau und die Säulendekoration durch El Jundi, im Jahre 1996 entwarf er einen Wasserspeier für die Kaaba.

## Die Ursprünge der Kaaba nach der islamischen Überlieferung

### Der Abraham-Ismael-Zyklus
Schon in den mekkanischen Suren des Korans wird die Kaaba als ein abrahamitisches Heiligtum dargestellt: Gott beauftragte einst Abraham, dieses Haus für diejenigen zu reinigen, die dort Gebetsübungen und den Umlauf machen wollten, und forderte die Menschen dazu auf, zur Kaaba zu wallfahren (Sure 22:26–27). Ein Text aus medinischer Zeit (Sure 2:127) besagt, dass Abraham die Grundmauern des „Hauses“ (d. h. der Kaaba) zusammen mit seinem Sohn Ismael (إسماعيل, DMG Ismāʿīl) aufrichtete. Diese koranischen Aussagen bilden die Grundlage für den umfangreichen islamischen Legendenzyklus über Abrahams und Ismaels Erbauung der Kaaba. Nach einer Überlieferung, die auf ʿAlī ibn Abī Tālib zurückgeführt wird, war es die Sakīna, die Abraham nach Mekka führte, als er nicht wusste, wo er das neue Heiligtum errichten sollte. Der von Abraham an der Kaaba gestiftete Kult soll monotheistisch gewesen sein. Erst ʿAmr ibn Luhaiy aus dem arabischen Stamm der Chuzāʿa, der einige Generationen nach ihm lebte, habe, so wird erzählt, die Araber zum Götzendienst verführt.

### Die Kaaba als Ausgangspunkt der Schöpfung
In einer koranischen Passage aus medinischer Zeit (Sure 3:96) findet sich die Aussage, dass „das Haus“ (bayt) in Mekka das erste war, das für die Menschen errichtet wurde. Hieran knüpft sich die islamische Vorstellung von der Kaaba als Ursprung und Ausgangspunkt der Schöpfung, die sich auf verschiedene Überlieferungen von Prophetengefährten stützt. Eine Version, die im Namen des Koranexegeten ʿAbdallāh ibn ʿAbbās überliefert wird, lautet: „Das Haus mit seinen vier Ecken wurde 2000 Jahre, bevor die Welt erschaffen wurde, auf das Wasser gesetzt. Sodann wurde die Erde unter ihr ausgebreitet.“
Nachdem dieser ursprüngliche Bau zerfallen war, soll Adam (آدم Ādam) die Kaaba an derselben Stelle wiedererrichtet haben. Nach erneutem Zerfall habe dann Abraham den Neubau vorgenommen. Nachdem die Sintflut abgeflacht war, beauftragte Gott den Propheten Ibrahim, an nämlicher Stelle ein Gotteshaus zu errichten, sein Sohn Ismael soll hierfür die Steine herbeigeschleppt und eine Mauer von neun Ellen errichtet haben, es entstand ein Geviert als dachlose Einfriedung, deren Ecken jeweils in den Himmelsrichtungen lagen. Die südliche Ecke nannte man jemenitische Ecke, die rechts davon gelegene Wand war einunddreißig Ellen lang und dehnte sich bis zur östlichen (irakischen) Ecke aus, die länge der Stirnwand betrug 22 Ellen und führte zur nördlichen (syrischen) Ecke, die westliche Ecke war wiederum 32 Ellen entfernt. Betreten werden konnte die Einfriedung durch eine Lücke in der nordöstlichen Wand. Die Wände waren nicht verputzt, sondern nur lose aufeinandergesetzt. Als Abraham seinen Sohn darum bat, einen besonders markanten Stein zu suchen, soll der Erzengel Gabriel den funkelnden Meteoriten herbeigebracht haben, der bis heute noch in der Kaaba eingelassen und durch die zahlreichen Berührungen schwarz gefärbt ist.